# Johann Christoph Carl Gentzsch
Johann Christoph Carl Gentzsch (gest. 1811 in Weimar) war Sohn des Sachsen-Weimarischen Hofgärtners Carl Heinrich Gentzsch. Er war nicht Hofgärtner wie sein Vater, sondern ab 1787 zunächst Gärtner, ab 1790 Gartenbauschreiber, schließlich 1805 Gartenkondukteur. Carl August übertrug ihm alle Arbeiten im Welschen Garten, nachdem dem Hofgärtner Johann Gottlieb Bleidorn der Pachtvertrag 1784 mit dem Verweis gekündigt wurde, dass der Welsche Garten dem Park an der Ilm angegliedert würde, was auch geschah. Er stand gewissermaßen seinem Vater zur Seite. Gentzsch bekam auch am Weimarer Schießhaus zu tun. Die Rechnungen des Gartenbauschreibers Gentzsch vom 12. November 1805 beziehen sich dort u. a. auf die Absteckung
und Anlegung englischer Partien.